# Ronde van Spanje 1999
| Eindklassement      |                           |             |
| Algemeen klassement | Jan Ullrich               | 89h 52' 03" |
| Tweede              | Igor González de Galdeano | + 4' 15"    |
| Derde               | Roberto Heras             | + 5' 57"    |
| Vierde              | Pavel Tonkov              | + 7' 53"    |
| Vijfde              | José María Jiménez        | + 9' 24"    |
| Zesde               | José Luis Rubiera         | + 10' 13"   |
| Zevende             | Manuel Beltrán            | + 11' 20"   |
| Achtste             | Leonardo Piepoli          | + 13' 13"   |
| Negende             | Iván Parra                | + 16' 20"   |
| Tiende              | Santiago Blanco           | + 18' 15"   |
| Puntenklassement    | Frank Vandenbroucke       | 129 punten  |
| Tweede              | Robert Hunter             | 123 punten  |
| Derde               | Igor González de Galdeano | 122 punten  |
| Bergklassement      | José María Jiménez        | 133 punten  |
| Tweede              | Frank Vandenbroucke       | 90 punten   |
| Derde               | Roberto Heras             | 89 punten   |

De 54e editie van de Ronde van Spanje werd verreden in 1999 en begon op 4 september en duurde tot 26 september. Er waren 2 individuele tijdritten, exclusief de proloog. Er was 1 rustdag tijdens deze editie, op 14 september.
De Duitser Jan Ullrich werd de eindwinnaar van deze editie. Frank Vandenbroucke won het puntenklassement en José María Jiménez werd de winnaar van het bergklassement.
- Aantal ritten: 21
- Totale afstand: 3576,0 km
- Gemiddelde snelheid: 39,449 km/h

## Belgische en Nederlandse prestaties

### Belgische etappezeges
- Frank Vandenbroucke won de 17e etappe van Valencia naar Teruel en de 20e etappe van San Lorenzo de El Escorial naar Ávila.

### Nederlandse etappezeges
- Jeroen Blijlevens won de slotetappe in Madrid.

## Etappe-overzicht
| Etappe  | Datum | Parcours                           | Afstand                    | Etappewinnaar             | Klassementsleider         |
| ------- | ----- | ---------------------------------- | -------------------------- | ------------------------- | ------------------------- |
| 1       | 4-9   | Murcia                             | 6,0 (proloog)              | Igor González de Galdeano | Igor González de Galdeano |
| 2       | 5-9   | Murcia - Benidorm                  | 179,0                      | Robert Hunter             | Jacky Durand              |
| 3       | 6-9   | Alicante - Albacete                | 206,0                      | Marcel Wüst               | Jacky Durand              |
| 4       | 7-9   | La Roda - Fuenlabrada              | 222,8                      | Marcel Wüst               | Marcel Wüst               |
| 5       | 8-9   | Las Rozas - Salamanca              | 185,0                      | Marcel Wüst               | Marcel Wüst               |
| 6       | 9-9   | Béjar - Ciudad Rodrigo             | 160,0                      | Jan Ullrich               | Abraham Olano             |
| 7       | 10-9  | Salamanca                          | 46,4 (individuele tijdrit) | Abraham Olano             | Abraham Olano             |
| 8       | 11-9  | Salamanca - León                   | 217,0                      | Marcel Wüst               | Abraham Olano             |
| 9       | 12-9  | León - Alto de l'Angliru           | 175,6                      | José María Jiménez        | Abraham Olano             |
| 10      | 13-9  | Gijón - Los Corrales de Buelna     | 185,8                      | Laurent Brochard          | Abraham Olano             |
| rustdag |       |                                    |                            |                           |                           |
| 11      | 15-9  | Zaragoza                           | 183,2                      | Serhij Oetsjakov          | Abraham Olano             |
| 12      | 16-9  | Huesca - Val d'Arán                | 201,0                      | Daniele Nardello          | Abraham Olano             |
| 13      | 17-9  | Sort - Arcalís (Andorra)           | 147,0                      | Igor González de Galdeano | Jan Ullrich               |
| 14      | 18-9  | Andorra - Berga/Castellar del Riu  | 149,0                      | Alex Zülle                | Jan Ullrich               |
| 15      | 19-9  | Barcelona                          | 94,4                       | Fabio Roscioli            | Jan Ullrich               |
| 16      | 20-9  | La Senia - Valencia                | 193,4                      | Vjatsjeslav Jekimov       | Jan Ullrich               |
| 17      | 21-9  | Valencia - Teruel                  | 200,4                      | Frank Vandenbroucke       | Jan Ullrich               |
| 18      | 22-9  | Bronchales - Guadalajara           | 225,0                      | Cristian Moreni           | Jan Ullrich               |
| 19      | 23-9  | Guadalajara - Alto de Abantos      | 166,3                      | Roberto Laiseka           | Jan Ullrich               |
| 20      | 24-9  | San Lorenzo de El Escorial - Ávila | 184,6                      | Frank Vandenbroucke       | Jan Ullrich               |
| 21      | 25-9  | El Tiemblo - Ávila                 | 46,0 (individuele tijdrit) | Jan Ullrich               | Jan Ullrich               |
| 22      | 26-9  | Madrid                             | 163,0                      | Jeroen Blijlevens         | Jan Ullrich               |